# Frances Schroth
Frances Schroth (Toledo (Ohio), Estados Unidos, 11 de abril de 1893-Guadalajara (México), 6 de octubre de 1961) fue una nadadora estadounidense especializada en pruebas de estilo libre, donde consiguió ser campeona olímpica en 1920 en los 4 x 100 metros.

## Carrera deportiva
En los Juegos Olímpicos de Amberes 1920 ganó la medalla de oro en los relevos de 4 x 100 metros libre, por delante de Reino Unido y Suecia (bronce); además ganó dos medallas de bronce: en los 100 metros libre, tras sus compatriotas Ethelda Bleibtrey y Irene Guest; y en los 300 metros libre, de nuevo tras Ethelda Bleibtrey, y la también estadounidense Margaret Woodbridge.